# Sharja
Sharja (arabiska: الشارقة, al-Shariqa eller ash-Shariqa) är ett av de sju emirat som utgör Förenade arabemiraten på Arabiska halvön. Emiratet delar namn med huvudstaden Sharja. Emiratet, som först utropade sin självständighet 1727, gick med i Förenade arabemiraten 1971.

## Geografi
Sharja sträcker ut sig längs cirka 16 kilometer av Förenade arabemiratens kust mot Persiska viken och över 80 kilometer in mot land. Ytan är 2 600 km², vilket motsvarar 3,3 procent av Förenade Arabemiratens hela yta, bortsett från öarna. År 2008 beräknades befolkningen uppgå till 946 000 invånare. Sharja har tre enklaver på östkusten mot Omanbukten: Kalba, Khur Fakkan och Dibba al-Hisn.
Sharja är det tredje största emiratet i Förenade arabemiraten och är det enda som har kust längs både Persiska viken och Omanbukten. 
Sharjas huvudstad ligger vid Persiska viken och har en befolkning om 685 000 invånare. Det är emiratets administrativa och kommersiella centrum, och har många museer. Staden är också känd för ett stort antal eleganta moskéer. Emiratet är känt för att vara Förenade arabemiratens kulturella centrum.

## Statsskick och politik
Sharja styrs av schejken Sultan al-Qasimi, ledamot av Förenade Arabemiratens högsta råd och emir av Sharja.

## Kommunikationer
Det finns en internationell flygplats i emiratet, som är känd för sin stora förekomst av gamla sovjetiska flygplan. Svenska charterplan ner till Phuket och Bangkok brukar mellanlanda här.

## Emirer
- Schejk Rashid bin Matar ibn Rahman al-Qasimi, 1727 – 1777
- Schejk Saqr I bin Rashid al-Qasimi, 1777 – 1803
- Schejk Sultan I bin Saqr al-Qasimi, 1803 – 1840
- Schejk Saqr bin Sultan al-Qasimi, 1840
- Schejk Sultan I bin Saqr al-Qasimi, 1840 – 1866
- Schejk Khalid I bin Sultan al-Qasimi, 1866 – 14 april 1868
- Schejk Salim bin Sultan al-Qasimi, 14 april 1868 – mars 1883, efter 1869 samregent med:
- Schejk Ibrahim bin Sultan al-Qasimi, 1869 – 1871
- Schejk Ibrahim ibn Sultan al-Qasimi, 1883 – 1914
- Schejk Saqr ibn Khalid al-Qasimi, 1883 – 1914
- Schejk Khalid ibn Ahmad al-Qasimi, 1914 – 1924
- Schejk Sultan ibn Saqr al-Qasimi, 1924 – 1951
- Schejk Muhammad ibn Saqr al-Qasimi, 1951
- Schejk Saqr ibn Sultan al-Qasimi, 1951 – 1965
- Schejk Khalid ibn Muhammad al-Qasimi, 1965 – 1972
- Schejk Saqr ibn Muhammad al-Qasimi, 1972
- Schejk Sultan ibn Muhammad al-Qasimi, 1972 – 1987
- Schejk Abdul Aziz ibn Muhammad al-Qasimi, 1987
- Schejk Sultan ibn Muhammad al-Qasimi, 1987 –